# Trại Tiên Phước
Trại Tiên Phước (còn gọi là Trại Biệt kích Tiên Phước) là căn cứ cũ của Quân đội Mỹ và Quân lực Việt Nam Cộng hòa (QLVNCH) phía tây nam Tam Kỳ thuộc tỉnh Quảng Nam, Việt Nam Cộng hòa.

## Lịch sử
Biệt đội A-102 Liên đoàn 5 Biệt kích lần đầu tiên thành lập một căn cứ ở đây vào tháng 3 năm 1966 để theo dõi sự xâm nhập của cộng sản vào Thung lũng Sông Chang. Căn cứ này nằm trên Tỉnh lộ 585, cách Tam Kỳ khoảng 20 km về phía tây nam và cách Chu Lai 43 km về phía tây bắc.
Đêm ngày 22 tháng 2 năm 1969, Quân đội Nhân dân Việt Nam (QĐNDVN) đã tấn công trại do Biệt đội A-102 Liên đoàn 5 Biệt kích và Lực lượng Dân sự chiến đấu (CIDG) bảo vệ. Căn cứ được giữ vững vào sáng hôm sau với tổn thất là 1 lính Mỹ và 54 lính CIDG thiệt mạng.
Vào năm 1970, các đơn vị đóng tại Tiên Phước trung bình giết chết 50 đến 60 lính QĐNDVN mỗi tháng trong khoảng thời gian 2–3 tháng.
Đến tháng 10 năm 1970, căn cứ này được phía Mỹ bàn giao cho Biệt động quân Việt Nam Cộng hòa.
Tháng 9 năm 1972, QĐNDVN gồm hơn 1000 người với xe tăng yểm trợ đã tấn công Tiên Phước. Thị trấn và sân bay tại đây được hơn 3000 lính QLVNCH bảo vệ.
Tháng 5 năm 1974, Tiên Phước lại bị QĐNDVN tấn công, lực lượng dự bị Sư đoàn 2 được điều động từ thị xã Quảng Ngãi đến Tiên Phước, khiến QĐNDVN tiếp tục tiến đánh tỉnh Quảng Ngãi, gây ra tổn thất nghiêm trọng cho cả hai bên.

## Hiện tại
Căn cứ này hiện tại được chuyển đổi thành đất nông nghiệp và rừng rậm.